# عبد الله خفيفي
عبد الله خفيفي لاعب كرة قدم مغربي, يلعب كمدافع حالياً في نادي الرجاء .
.

## مسيرة اللاعب
لعب في مولودية وجدة ونادي أم صلال ونادي الرجاء .

## روابط خارجية
- عبد الله خفيفي على موقع قاعدة بيانات كرة القدم.إي يو (الإنجليزية)
- عبد الله خفيفي على موقع Soccerway.com (الإنجليزية)